# Rossmore, New South Wales
Rossmore este o suburbie în Sydney, Australia.